# Eupithecia littorata
Eupithecia littorata är en fjärilsart som beskrevs av Alexandre Constant 1884. Eupithecia littorata ingår i släktet Eupithecia och familjen mätare. Inga underarter finns listade i Catalogue of Life.